# Sinojackia
Sinojackia es un género de plantas fanerógamas perteneciente a la familia Styracaceae. Comprende 20 especies descritas y aceptadas.

## Taxonomía
El género fue descrito por Hsen Hsu Hu y publicado en Contributions from the Biological Laboratory of the Science Society of China : Botanical Series 4(1): 1. 1928. La especie tipo es: Sinojackia xylocarpa Hu

## Especies aceptadas
A continuación se brinda un listado de las especies del género Sinojackia aceptadas hasta septiembre de 2014, ordenadas alfabéticamente. Para cada una se indica el nombre binomial seguido del autor, abreviado según las convenciones y usos.	
- Sinojackia dolichocarpa C.J.Qi
- Sinojackia henryi (Dummer) Merrill
- Sinojackia huangmeiensis J.W.Ge & X.H.Yao
- Sinojackia microcarpa C.T.Chen & G.Y.Li
- Sinojackia oblongicarpa C.T.Chen & T.R.Cao
- Sinojackia rehderiana Hu
- Sinojackia sarcocarpa L.Q.Lou
- Sinojackia xylocarpa Hu